# Playa de Oriñón
La playa de Oriñón está situada en la pequeña localidad costera de Oriñón, en el municipio de Castro-Urdiales (Cantabria, España). Se encuentra encerrada entre dos peñones (a la izquierda, un enorme muro de roca sobre el pueblo de Oriñón; a la derecha, el monte que atraviesan los túneles de Hoz de la A-8). La pleamar y la bajamar son muy acusadas, habiendo más de 500 m de distancia entre ambas. Esta playa es parte de la ría de Oriñón, desembocadura del río Agüera.